# 이반 릴스키
성 이반 릴스키(세르비아어: Свети Иван Рилски 스베티 이반 릴스키, 876년 ~ 946년경) 또는 릴라의 성 이반은 불가리아의 동방 정교회 성인이다. 축일은 10월 19일이다.

## 생애
오소고보산맥(Osogovo) 기슭의 스크리노(Skrino) 마을에서 태어났으며 어린 시절에는 예수를 존경했다고 한다. 성장해 가면서 자신의 재산을 가난한 사람에게 모두 나누어 주면서 수사가 되었다. 높은 산에서 수도 생활을 했지만 외부 세력의 침공으로 인해 릴라로 떠났고 밤낮으로 하느님에게 기도를 했다.
어느 날 목자가 이반을 발견한 뒤부터 이반을 경건히 따르는 사람들이 늘어났고 성당과 수도원이 건설되었다. 특히 릴라산맥에는 릴라 수도원이 건립되기도 했다. 자비로움과 기적을 행했던 이반은 불가리아에서 존경받는 인물이 되었다. 946년에 사망한 이후에 이반의 불후체가 소피아로 옮겨졌다.